# Una relazione mortale
Una relazione mortale (Fiancé Killer) è un film per la televisione del 2018 diretto da Fred Olen Ray.

## Distribuzione
Il film è stato distribuito nel 2018.